# Royal Air Force Museum London
Le Royal Air Force Museum London, ou RAF Museum est un musée situé à Hendon consacré à l'histoire de l'aviation et de la Royal Air Force.
Le musée est situé sur le site d'un ancien aérodrome, créé en 1908. L'aérodrome était utilisé par les forces aériennes, devenues la Royal Air Force pendant la Première Guerre mondiale, et par la Royal Air Force pendant la Seconde Guerre mondiale. En période de paix, l'aérodrome a été le lieu de quelques débuts en aviation ; la première poste aérienne du monde a été envoyée d'ici en 1911, et le premier saut d'un parachutiste depuis un avion en vol a eu lieu ici aussi.
La Royal Air Force y organisa un défilé aérien tous les ans de 1919 à 1959.
L'aérodrome a été fermé en 1968, et en novembre 1972 la Royal Air Force a ouvert son musée d'avions anciens sur le site.